# Sonja Rinofner-Kreidl
Sonja Rinofner-Kreidl (* 27. Oktober 1965 in Salzburg) ist eine österreichische Philosophin.

## Leben
Von 1985 bis 1991 studierte sie Philosophie und Kunstgeschichte an der Karl-Franzens-Universität Graz (1991 Sponsion, Diplomarbeit: Konvention, Erfindung, Regelbruch. Neuere ästhetische Theorien über Zeichengebrauch in Darstellung und Rezeption, Betreuer: Rudolf Haller). Von 1994 bis 1998 war sie Mitarbeiterin des Grazer Spezialforschungsbereiches Moderne - Wien und Zentraleuropa um 1900. Nach der Promotion 1997 (Dissertation: Gegenstand – Zeitbewußtsein - Ich. Grundprobleme der Intentionalitäts- und Subjektlehre in Edmund Husserls Phänomenologie, Betreuer: Rudolf Haller; Zweitprüfer: Malte Hossenfelder) wurde sie 1998 Universitätsassistentin am Institut für Philosophie der Universität Graz. Nach der Habilitation 2002 (Habilitationsschrift: Dialoge und Positionen: Studien zu einer Phänomenologie der Subjektivität) ist sie seit 2002 außerordentliche Universitätsprofessorin am Institut für Philosophie der Universität Graz.
Ihre Forschungsschwerpunkte sind: Phänomenologie, Ethik, mit bes. Schwerpunkt: Angewandte Ethik (Medizinethik); Metaethik und Handlungs- und Werttheorie.

## Schriften (Auswahl)
- (Hg.): Zwischen Orientierung und Krise. Zum Umgang mit Wissen in der Moderne. Wien 1998, ISBN 3-205-98829-9.
- Edmund Husserl. Zeitlichkeit und Intentionalität. München 2000, ISBN 3-495-47922-8.
- Mediane Phänomenologie. Subjektivität im Spannungsfeld von Naturalität und Kulturalität. Würzburg 2003, ISBN 3-8260-2499-0.
- mit Harald A. Wiltsche (Hg.): Karl Jaspers' Allgemeine Psychopathologie zwischen Wissenschaft, Philosophie und Praxis. Würzburg 2008, ISBN 978-3-8260-3840-2.